# Spor o 17. karmapu
Ve škole tibetského buddhismu linie karma kagjü probíhá spor o nástupnictví v pořadí již 16. karmapy. Po jeho smrti nebyl dlouho nalezen 17. karmapa; nakonec byli jako převtělení 16. karmapy určeni dva chlapci, a to roku 1991 Thinlä Thajä Dordže (* 1983) a roku 1992 Orgjän Thinlä Dordže (* 1985). Rozpoznáním dvou karmapů a vzájemnými nepřátelskými akcemi těch, kdo je rozpoznali, došlo ve škole kagjü ke schizmatu. 
Orgjän Thinlä Dordže byl v roce 1992 vyhledán v severovýchodním Tibetu a dosazen na trůn v Cchurphu. Narodil se v rodině nomádů. Údajně byla při jeho narození na obloze spatřena tři slunce. Je podporován čínskou komunistickou vládou a zajímavé je, že jeho legitimitu podporuje i dalajláma. Za dramatických okolností z Číny uprchl.
Thaje Dordže začal podle svého otce již ve svých dvou letech vyprávět o tom, že je karmapa. Byl potvrzen roku 1991. V celém sporu se připomíná, že ve výjimečných situacích se karmapa může objevit ve dvou inkarnacích zároveň. Na oficiálních stránkách jej uvádí i náboženská společnost Buddhismus Diamantové cesty.
Oba karmapové se společně sešli roku 2018 a vydali krátké společné prohlášení.